# Avrop
Att avropa innebär att man köper varor eller tjänster, det vill säga tilldelar kontrakt, med hänvisning till ett tidigare träffat ramavtal. Detta är vanligt vid exempelvis statliga ramavtal där offentlig upphandling genomförs, och finansiella avtal (till exempel finansiering av fastighetsfonder, riskkapitalbolag med mera).
"Louise valde att för kommunens räkning avropa rekryteringen".
Att avropa innebär i det väsentliga att man köper in något från en leverantör som man har ett avtal (ramavtal) med sedan tidigare, oftast som ett resultat av en offentlig upphandling. Avrop kan ske direkt från en leverantör om man har avtalet skrivet med bara den leverantören eller t.ex. som en konsekvens från en förnyad konkurrensutsättning. I vissa avtal är leverantörer rangordnade, något som framgår av ramavtalet, då avropas från den leverantör som är först i rangordningen att leverera varan eller tjänsten i fråga. 
"Kommun A har ramavtal med leverantör B gällande tekniska konsulter. En verksamhet behöver en teknisk konsult och de avropar då från avtalet som kommunen har med leverantör B".